# 西拉雅語

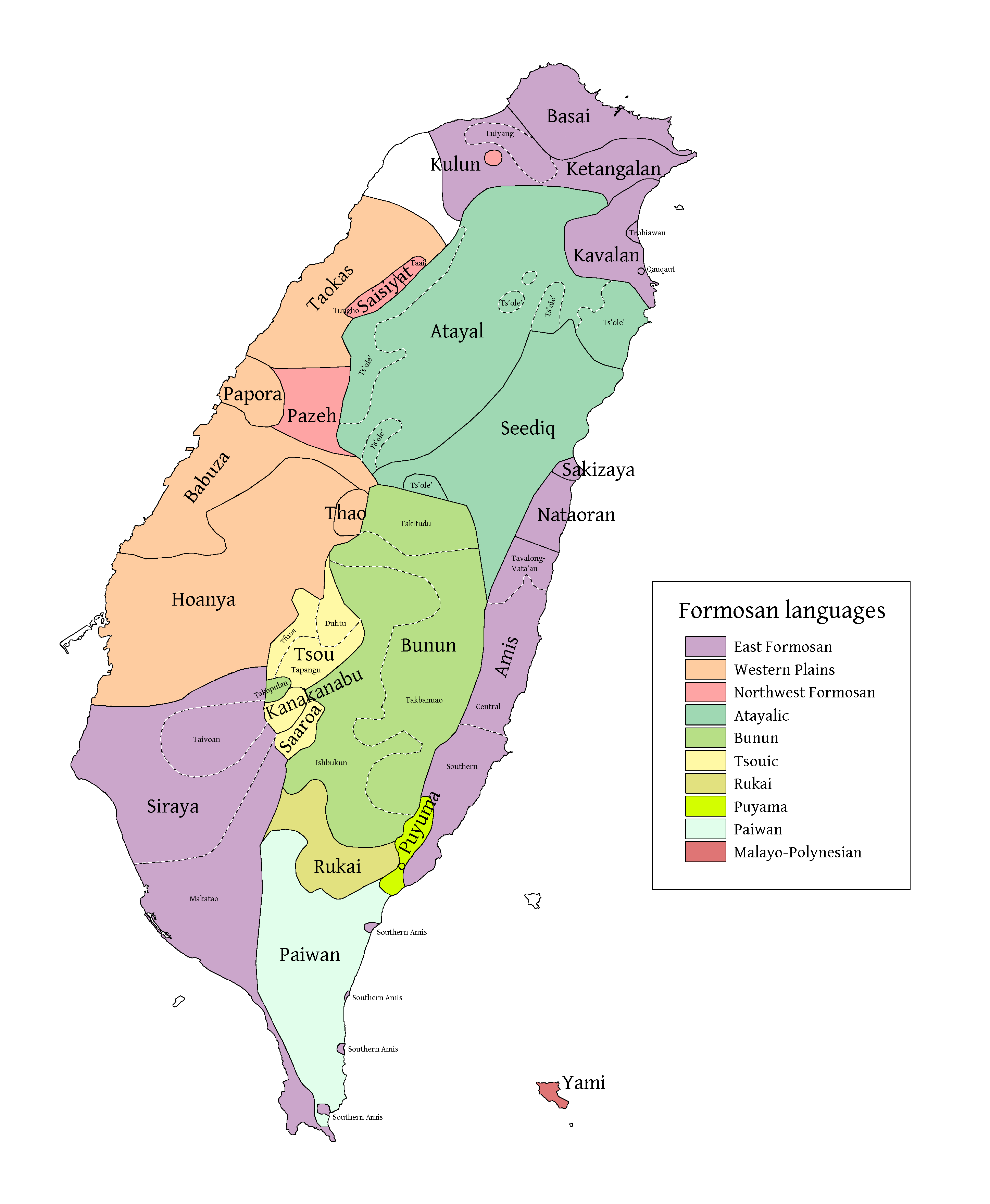
漢人遷台之前的台灣南島語言分布圖(按 Blust, 1999).東台灣"蘭嶼島(深紅色)表示為使用馬來-玻里尼西亞語族巴丹語群達悟語的區域.

西拉雅語（Su ka Maka Siraya）是台灣平埔原住民族西拉雅族人所使用的語言，屬於台灣南島語，歸類為東台灣南島語族。昔日分布於台南一帶的平原，以及花蓮縣玉里鎮、富里鄉，台東縣關山鎮、池上鄉等地。臺灣部份地名可能源自西拉雅語，如麻豆。
西拉雅語原被語言學家及聯合國教科文組織列為死語，但因為新港文書及《福爾摩沙語辭彙集》等荷治時期著作，使得西拉雅語得以部份保存，而在族人與台南市原民會的努力下，西拉雅語亦逐漸復甦使用。同時，西拉雅族人亦通過民間團體致函聯合國教科文組織，希望能將其語言活力狀態修正為「復育中」。

## 歷史
Sideia 一詞首見 1646-1647 年間；1656 年 5 月 19 日出現 Zedeise language 用法、1657 年 10 月 5 日出現 Sydeyan tongue。
在荷屬東印度公司統治台灣期間（1624年-1662年），荷蘭駐台傳教士為了傳教及協助推行殖民政務，以西拉雅語的方言新港語為根據，利用拉丁字母編訂西拉雅語文字，以之做為學校的教學語言。並有各種字典、教義書，新港語的《馬太福音》、費佛朗語的《費佛朗語詞典》（Woord-boek der Favorlangsche taal、吉爾伯特斯·哈帕特（Gibertus Happrt）著）等書籍文件的出版。而西拉雅族等原住民與漢人訂定有關土地方面的契約文書稱為「番仔契」，或稱新港文書，目前大多數的西拉雅語文書保存在荷蘭國家圖書館。
西拉雅語目前列為死語，該族群亦大部分與漢民族通婚同化，在外觀上難以分辨。僅有少部分人還知道自己的血緣或是特徵較明顯（例如粗眉、膚色較深）。
投入西拉雅語復振工作的萬益嘉、萬淑娟夫婦認為，西拉雅語在句型結構及詞彙方面近似於菲律賓的比薩亞語。 不過，此點須由語言學者專家再進行研究考證，目前尚無定論。

## 近代發展
今日西拉雅後裔多改以華語或台語為第一語言。依民族語學院的記錄在1908年仍有人在使用西拉雅語，及部分人粗通。 在2002年開始，西拉雅文化協會邀請任教於澳洲墨爾本大學荷蘭籍知名的南島語語言學家阿德拉教授，協助西拉雅族進行語言復振。
自2000年起，西拉雅文化協會著手進行西拉雅語復育計畫。萬淑娟和菲律賓籍夫婿萬益嘉於2001年起蒐集荷治及日治時期遺留之部落史料，以及新港文書等語料加以研究。耗時7年蒐集3000多個語彙，2008年出版「西拉雅詞彙初探」，並在台南縣府支持下編成教材，進行校園推廣。台南縣政府西拉雅原住民事務委員會於2010年6月9日在新化鎮口碑國小，舉辦首屆小學生西拉雅文朗讀比賽。
2009年2月24日上午，黃偉哲國會辦公室在立法院舉辦「平埔族熟番認證公聽會」。主要進行西拉雅族原住民認證公聽會，會中有陳俊安講演的〈熟番取得原住民的法律依據〉之專題報告等。

## 語音系統
西拉雅語的音系之音位大都使用適當的Unicode符號來標示。在台灣南島語的書寫系統的訂定上，元輔音之音系表原則上都是先「發音部位」(橫列)、後「發音方法」(縱列)、再考量「清濁音」，來訂定其音系之音位架構。

## 文法
在文法的分類上台灣南島語並不同於一般的分析語或其它综合语裡的動詞、名詞、形容詞、介詞和副詞等之基本詞類分類。比如台灣南島語裡普遍沒有副詞，而副詞的概念一般以動詞方式呈現、可稱之為「副動詞」，類之於俄语裡的副動詞。 西拉雅語文法分類是將基礎的文法之詞類、詞綴、字詞結構及分類法，對比分析語等之詞類分類法加以條析判別。

## 語言差異
根據前中研院史語所副所長李壬癸博士與日本語言學家土田茲研究，西拉雅語、大武壠語及馬卡道語等南部平埔語言至少有四種音韻演變的差異及一種構詞上的差異：
1. 西拉雅語和馬卡道語的 r 對應大武壠語的 h 或消失，如西拉雅語的 turu（三）對應大武壠語的 tuhu，或西拉雅語的 rima（五）對應大武壠語的 hima。
2. 西拉雅語和大武壠語的 l 對應馬卡道語的 n、l 或 r，如西拉雅語的 wali（牙齒）對應馬卡道語的 wari。
3. 西拉雅語的 s 對應大武壠語的 r 或 d，如西拉雅語的 sa（和）對應大武壠語的 ra 或 da，或西拉雅語的 raos（西邊）對應大武壠語的 raur。
4. 西拉雅語在元音之間的舌根音 k 和 g 在大武壠語已脫落，如西拉雅語的 ako-saij（沒有）對應大武壠語的 au-saij，或西拉雅語的 dagogh（價錢）對應大武壠語的 daoh。

構詞上，西拉雅語表示「未來」的動詞後綴為 -ali、-ili（新港社）或 -ati、-ili（卓猴社），而大武壠語是 -ah（灣裡社、麻豆社），馬卡道語則是與西拉雅語同源的 -ani（下淡水社）。
整理如下：
|                             | 西拉雅語 | 大武壠語 | 馬卡道語 | 古南島語  |
| --------------------------- | -------- | -------- | -------- | --------- |
| 音韻演變（1）               | r        | Ø~h      | r        | < *l      |
| 音韻演變（2）               | l        | l        | n        | < *N      |
| 音韻演變（3）               | s        | r, d     | r, d     | < *D, *d  |
| 音韻演變（4）               | -k- -g-  | Ø        | -k- ---- | < *k < *S |
| 構詞差異 （表「未來」詞綴） | -ali     | -ah      | -ani     |           |

由各地語料上的差異規律，李壬癸發現麻豆社與灣裡社有相同的音韻與構詞變化，應同屬大武壠語，而非西拉雅語；而荷蘭時期最重要的「西拉雅語」語料《The Formulary of Christianity in Formosan Siraya Dialect》及《馬太福音》也應有半數以上由大武壠語寫成，而非西拉雅語。新港文書中採集自大武壠社及麻豆社的語料也應為大武壠語。
李壬癸推論南部平原西拉雅語、大武壠語及馬卡道語約在 3 千多年前就開始分化，只是17 世紀荷蘭人據臺後，採用臺南新港社西拉雅語作為通用語，造成各族群間語言逐漸同化。

## 西拉雅語文件

### 西拉雅語馬太福音

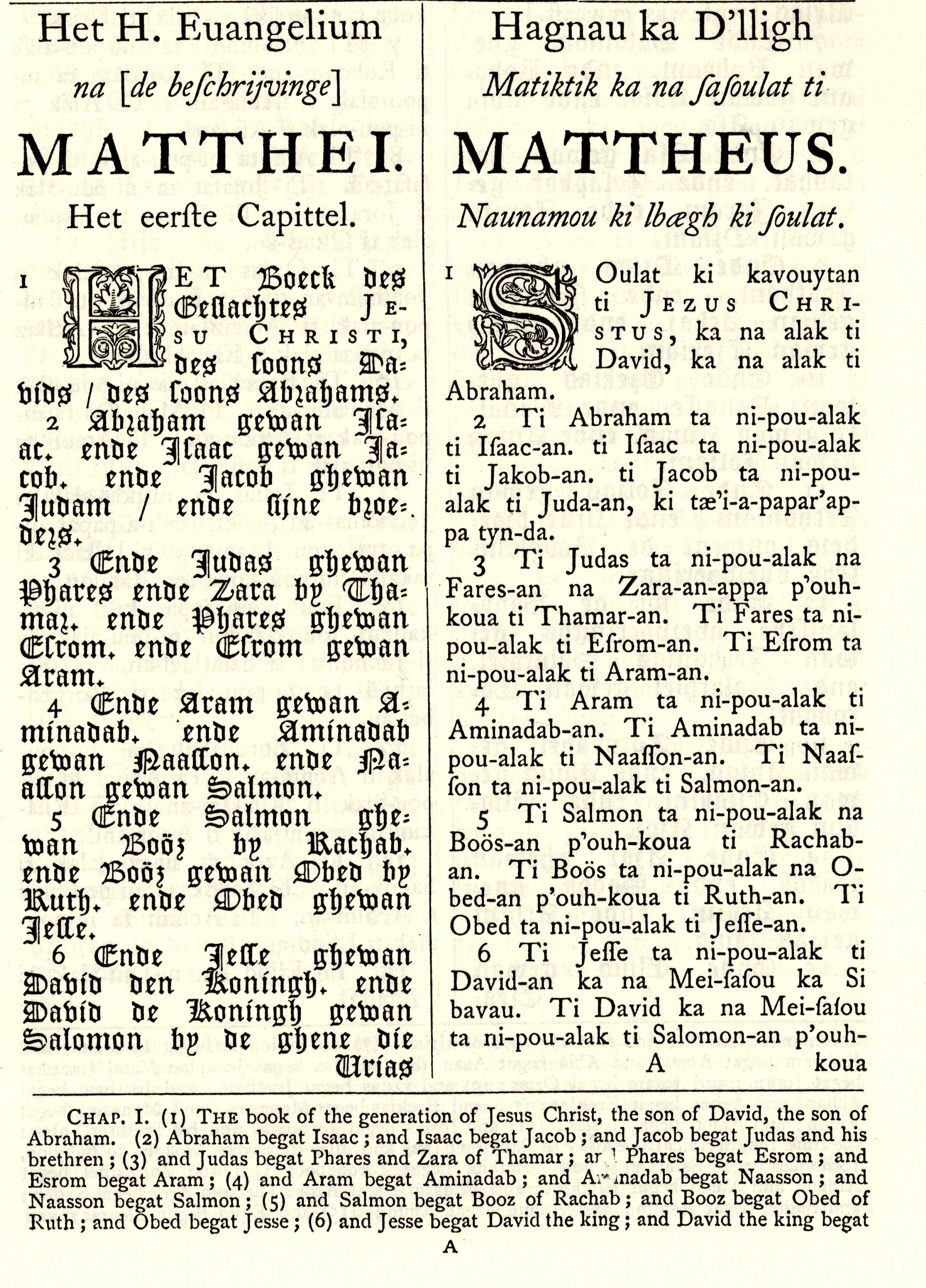
古荷蘭語和新港語（右）並列的馬太福音，Daniel Gravius譯、1650年左右.

以下列出西拉雅語馬太福音第1至6節（如右圖），每節所附之對照英文翻譯為"荷蘭語-西拉雅語"馬太福音書頁下緣所附記之"英語馬太福音"。
- Hagnau ka D'lligh--Matiktik ka na sasoulat ti--MATTHEUS--Naunamou ki lbægh ki soulat
- Het H. Euangelium--na [de beſchrijvinge]--MATTHEI--Het eerſte Capittel

1. 西拉雅語：Soulat ki kavouytan ti JEZUS CHRISTUS, ka na alak ti David, ka na alak ti Abraham.
（荷蘭語：HET Boeck des Geſlachtes JESU CHRISTI des ſoons Davids / des ſoons Abrahams）
（英语：The book of the generation of Jesus Christ, the son of David, the son of Abraham.）
（汉语：亞伯拉罕的後裔、大衛的子孫、耶穌基督的家譜．）
2. 西：Ti Abraham ta ni-pou-alak ti Iſaac-an. ti Iſaac ta ni-pou-alak ti Jakob-an. ti Jacob ta ni-pou-alak ti Juda-an, ki tæ'i-a-papar'ap-pa tyn-da.
（荷：Abraham gewan Iſaac. ende Iſaac gewan Jacob. ende Jacob ghewan Judam / ende ſijne broeders.）
（英：Abraham begat Isaac; and Isaac begat Jacob; and Jacob begat Judas and his brethren;）
（汉：亞伯拉罕生以撒．以撒生雅各．雅各生猶大和他的弟兄．）
3. 西：Ti Judas ta ni-pou-alak na Fares-an na Zara-an-appa p'ouh-koua ti Thamar-an. Ti Fares ta ni-pou-alak ti Eſrom-an. Ti Eſrom ta ni-pou-alak ti Aram-an.
（荷：Ende Judas ghewan Phares ende Zara by Thamar. ende Phares ghewan Eſrom. ende Eſrom gewan Aram.）
（英：and Judas begat Phares and Zara of Thamar; and Phares begat Esrom; and Esrom begat Aram;）
（汉：猶大從他瑪氏生法勒斯和謝拉．法勒斯生希斯崙．希斯崙生亞蘭．）
4. 西：Ti Aram ta ni-pou-alak ti Aminadab-an. Ti Aminadab ta ni-pou-alak ti Naaſſon-an. Ti Naaſſon ta ni-pou-alak ti Salmon-an.
（荷：Ende Aram gewan Aminadab. ende Aminadab gewan Naſſon. ende Naſſon gewan Salmon.）
（英：and Aram begat Aminadab; and Aminadab begat Naasson; and Naasson begat Salmon;）
（汉：亞蘭生亞米拿達．亞米拿達生拿順．拿順生撒門．）
5. 西：Ti Salmon ta ni-pou-alak na Boös-an p'ouh-koua ti Rachab-an. Ti Boös ta ni-pou-alak na Obed-an p'ouh-koua ti Ruth-an. Ti Obed ta ni-pou-alak ti Jeſſe-an.
（荷：Ende Salmon ghewan Boöz by Rachab. ende Boöz gewan Obed by Ruth. ende Obed ghewan Jeſſe.）
（英：and Salmon begat Booz of Rachab; and Booz begat Obed of Ruth; and Obed begat Jesse;）
（汉：撒門從喇合氏生波阿斯．波阿斯從路得氏生俄備得．俄備得生耶西．）
6. 西：Ti Jeſſe ta ni-pou-alak ti David-an ka na Mei-ſaſou ka Si bavau. Ti David ka na Mei-ſaſou ta ni-pou-alak ti Salomon-an p'ouh-koua……）
（荷：Ende Jeſſe ghewan David den koningh. ende David de koningh gewan Salomon by de ghene die Urias……）
（英：and Jesse begat David the king; and David the king begat……）
（汉：耶西生大衛王。大衛從烏利亞的妻子生所羅門．）

## 參閱
- 台灣南島語言
- 原住民族語能力認證
- 臺灣原住民
- 語言復興
- 拉美語
- 丹麦皇家图书馆
- 福爾摩沙語辭彙集

## 外部連結
- 台南縣西拉雅原住民事務委員會
- 台南縣平埔族西拉雅文化協會(TPSCA)
- 1661年新港譯本馬太福音和約翰福音（丹麥皇家圖書館）原本 （页面存档备份，存于） （西拉雅文）（荷兰文）